# Piper koordersii
Piper koordersii är en pepparväxtart som beskrevs av C. Dc.. Piper koordersii ingår i släktet Piper och familjen pepparväxter. Inga underarter finns listade i Catalogue of Life.